# Polia expallidata
Polia expallidata là một loài bướm đêm trong họ Noctuidae.